# Споменици општине Пале
Општина Пале је општина са богатим културно-историјским насљеђем, и споменици који се налазе на њеној територији, покривају различите временске периоде српске историје. Највећи дио споменика се налази у самој урбаној зони општине, док скоро свако насеље општине Пале, има подигнут споменик погинулим борцима Војске Републике Српске.
| Слика | Назив                                                                        | Локација     | Адреса                   | Напомена |
| ----- | ---------------------------------------------------------------------------- | ------------ | ------------------------ | --- |
|       | Споменик ФАМОС-Коран                                                         | Пале         | Јована Цвијића           | Споменик погинулим борцима Војске Републике Српске и радницима ФАМОСА. |
|       | Споменик у Горњем Прибњу                                                     | Горњи Прибањ |                          | Споменик погинулим борцима Војске Републике Српске из Горњег Прибња. |
|       | Споменик на Каловитим Брдима                                                 | Пале         | Романијска               | Споменик страдалима у усташким злочинима на подручју Пала. |
|       | Споменик у Криводолима                                                       | Криводоли    |                          | Споменик страдалима у усташким злочинима на подручју криводола. |
|       | Споменик партизанима на Лукама                                               | Пале         | Војводе Радомира Путника | Споменик стрељаним партизанми у насељу Обилићево-Луке. |
|       | Споменик погинулим у Другом свјетском рату и народном хероју Милану Симовићу | Пале         | Српских ратника          | Споменик подигнут погинулим борцима и цивилима у Другом свјетском рату и народном хероју Милану Симовићу. |
|       | Споменик погинулим у Првом свјетском рату                                    | Пале         | Српских ратника          | Споменик подигнут погинулим борцима и цивилима у Првом свјетском рату. |
|       | Споменик српским борцима                                                     | Пале         | Трг Републике Српске     | Споменик погинулим борцима Војске Републике Српске. |
|       | Споменик Срђану Кнежевићу                                                    | Пале         | Српских ратника          | Споменик легендарном команданту Белих Вукова Срђану Кнежевићу. |
|       | Споменик на Станици Пале                                                     | Пале         |                          | Споменик погинулим српским борцима у паљанском насељу Станица Пале. |
|       | Споменик војној болници Коран                                                | Пале         | Његошева                 | Споменик у знак сјећања на Војну болницу у Палама, која је радила у ратним условима од 1992—1995. године. |
|       | Споман плоча "Младој Босни"                                                  | Пале         |                          | Спомен плоча у знак сјећања на припаднике организације Млада Босна, која се налази на згради културног центра у центру Пала. |
|       | Споман плоча на хотелу "Бистрица"                                            | Јахорина     |                          | Спомен плоча која свједочи о засиједањима Народне скупштине Републике Српске у првим годинама постојања. |
|       | Споман плоча на хотелу "Рајска долина"                                       | Јахорина     |                          | Спомен плоча која свједочи о засиједањима Народне скупштине Републике Српске у првим годинама постојања. |
|       | Споман плоча медијима Републике Српске                                       | Пале         |                          | На згради Културног центра у Палама 17. априла 2017. године откривена је спомен-плоча гдје је 1992. године почела да ради Српска новинска агенције СРНА,Српски радио односно Радио Републике српског народа БиХ и "С канал", телевизија Републике српског народа у БиХ. |